# Bahnhof Berlin Köllnische Heide
Der Bahnhof Köllnische Heide ist ein Haltepunkt der S-Bahn im Berliner Ortsteil Neukölln des gleichnamigen Bezirks. Er liegt an der Bahnstrecke Berlin-Neukölln–Berlin-Baumschulenweg und wurde im Jahr 1920 eröffnet. Bis 1980 fuhren regelmäßig S-Bahn-Züge auf der Strecke, zwischen 1980 und 1993 war die Strecke inklusive des Bahnhofs aufgrund des Reichsbahnerstreiks 1980 stillgelegt. Seit 1993 ist der Bahnhof – nach einer Grundsanierung – wieder in Betrieb.

## Geschichte
Seit 1896 gab es eine Verbindungsstrecke zwischen dem Ringbahnhof Neukölln und dem Bahnhof Baumschulenweg an der Görlitzer Bahn. Einen Bahnhof an der Verbindungsstrecke gab es jedoch nicht.
Vor dem Ersten Weltkrieg konkretisierten die Preußischen Staatsbahnen die Pläne für einen Bahnhof an dieser Strecke. Ab 1913 begannen die Arbeiten für einen Halt dort, bedingt durch den Krieg verzögerten sich die Arbeiten jedoch. Der Bahnsteig konnte bis 1916 fertiggestellt werden. Ein Empfangsgebäude sollte der Bahnhof ebenfalls erhalten, die Reichsbahn beauftragte den Architekten Karl Cornelius mit dieser Aufgabe. Cornelius entwarf ein großes, gelb verputztes, mit Dachziegeln versehenes Gebäude, das sich im Stil der Moderne präsentiert.
Eröffnet wurde der Bahnhof am 16. August 1920. Damals war der Vorortbahnbetrieb in Berlin noch nicht elektrifiziert, sodass acht Jahre lang noch Dampfzüge hielten, die sowohl in Richtung Grünau als auch zur Ringbahn fuhren. Im Rahmen der durch die Reichsbahn propagierten „Großen Elektrisierung“ wurden die Vorortbahn-, Stadt- und Ringbahnstrecken mit Stromschienen zur Effizienzsteigerung des Betriebsablaufes versehen. Seit November 1928 hielten damit nun auch die rot-gelben Züge der Berliner S-Bahn am Bahnhof Köllnische Heide.
Der darauffolgende Zweite Weltkrieg hatte nur geringe Auswirkungen auf den Bahnhof selbst, für den S-Bahn-Betrieb wesentlich mehr. Die zahlreichen Schäden durch britische und amerikanische Fliegerbomben zwangen die Reichsbahn oft, den Betrieb einzuschränken oder gar einzustellen. Aufgrund des nicht mehr vorhandenen Stroms musste der S-Bahn-Betrieb im Zuge der Schlacht um Berlin zwischen Mitte April und Mitte Juni 1945 gänzlich pausieren. Im Juni konnte wieder der vollständige S-Bahn-Betrieb aufgenommen werden.
Mit dem Bau der Berliner Mauer ab dem 13. August 1961 war das S-Bahn-Netz zwischen Ost- und West-Berlin getrennt. Nun musste der Bahnhof Köllnische Heide als Endbahnhof für die Züge von den Bahnhöfen Gesundbrunnen und Zoologischer Garten fungieren. Dass die S-Bahn im Westen Berlins weiterhin von der Deutschen Reichsbahn betrieben wurde, führte unter Federführung des DGB zum S-Bahn-Boykott, worauf die Fahrgastzahlen rapide zurückgingen. Die Deutsche Reichsbahn versuchte erfolglos, Fahrgäste zurückzugewinnen, unter anderem erhielt das Eingangsgebäude des Bahnhofs Köllnische Heide 1975 eine Auffrischung.
Dennoch betrieb die Deutsche Reichsbahn die S-Bahn weiter, wenn auch mit zunehmenden Betriebseinschränkungen. Nach dem Reichsbahnerstreik im Jahr 1980, die Arbeiter verlangten unter anderem mehr Lohn, reduzierte die Reichsbahn ihren Betrieb in West-Berlin auf ein Rumpfnetz, bestehend aus drei Strecken; der Bahnhof Köllnische Heide gehörte nicht dazu. Durch Vandalismus verwahrloste er in den folgenden Jahren.
Im Jahr 1984 vereinbarten der Senat von Berlin und die Deutsche Reichsbahn die Betriebsübernahme der West-Berliner S-Bahn durch die Berliner Verkehrsbetriebe (BVG), die unter anderem auch die U-Bahnen, Busse und einige Fähren in Berlin betreiben. Geplant war nun die Wiederherstellung des S-Bahn-Netzes von vor 1980. Ab 1989 begannen die Bauarbeiten für den Aufbau der Strecke zwischen Köllnischer Heide beziehungsweise Sonnenallee, die beide als Endbahnhöfe dienen sollten, und dem Bahnhof Westend; als vorläufiger Fertigstellungstermin war 1992 vorgesehen. Aufgrund der völlig geänderten Situation nach den Ereignissen im November 1989 mussten die Wiederaufbaupläne neu koordiniert werden, nun wurde auch die Verbindung zwischen dem Bahnhof Köllnische Heide und Baumschulenweg mit einbezogen, dafür wurde der Eröffnungstermin auf 1993 verschoben. Der Wiederaufbau umfasste auch eine Grundsanierung des Bahnhofes, dazu gehörte unter anderem die Entkernung des Bahnsteigs, die Verlängerung des Fußgängertunnels bis zur Straße Krebsgang sowie der Einbau eines Aufzuges.
Am 17. Dezember 1993 fand die feierliche Wiedereröffnung des S-Bahn-Südrings mit einer Parallelfahrt zweier S-Bahn-Züge der Baureihe 485 statt. Im Frühjahr 2006 zog die S-Bahn Berlin GmbH, die den Betrieb seit 1994 durchführt, aus Kostengründen die Bahnhofsaufsicht ab. Die darauf nicht mehr verwendbaren Fahrtzielanzeiger wurden eingestellt, konnten allerdings im Rahmen eines Pilotprojektes im Spätsommer 2006 wieder in Betrieb genommen werden, sie werden nun durch die Leitzentrale und nicht wie zuvor durch die Bahnhofsaufsicht bedient. Die Bahnhofsdurchsagen obliegen nun, wie bei allen Bahnhöfen ohne Aufsicht, dem Triebfahrzeugführer.

## Anbindung
Der S-Bahnhof wird von den Linien S45, S46 und S47 der Berliner S-Bahn bedient. Es bestehen Anschlussmöglichkeiten zu den Omnibuslinien M41 und 246 der BVG.
| Linie | Verlauf | Takt in der HVZ |
| ----- | --- | --------------- |
|       | Südkreuz – Tempelhof – Hermannstraße – Neukölln – Köllnische Heide – Baumschulenweg – Schöneweide – Johannisthal – Adlershof – Altglienicke – Grünbergallee – Schönefeld (bei Berlin) – Waßmannsdorf – Flughafen BER \|\| 20 min |                 |
|       | Westend – Messe Nord/ZOB – Westkreuz – Halensee – Hohenzollerndamm – Heidelberger Platz – Bundesplatz – Innsbrucker Platz – Schöneberg – Südkreuz – Tempelhof – Hermannstraße – Neukölln – Köllnische Heide – Baumschulenweg – Schöneweide – Johannisthal – Adlershof – Grünau – Eichwalde – Zeuthen – Wildau – Königs Wusterhausen \|\| 20 min |                 |
|       | Hermannstraße – Neukölln – Köllnische Heide – Baumschulenweg – Schöneweide – Oberspree – Spindlersfeld \|\| 20 min |                 |